# 第一次海部內閣
第一次海部內閣（日语：／ Daiichiji Kaifu Naikaku */?）是日本眾議院議員、自由民主黨總裁海部俊樹就任第76任內閣總理大臣（首相）後，自1989年8月10日至1990年2月28日組成的內閣。

## 國務大臣
- 內閣總理大臣 - 海部俊樹
- 法務大臣 - 後藤正夫（參議院議員）
- 外務大臣 - 中山太郎
- 大藏大臣 - 橋本龍太郎
- 文部大臣 - 石橋一彌
- 厚生大臣（年金問題擔當） - 戶井田三郎
- 農林水產大臣 - 鹿野道彥
- 通商產業大臣 - 松永光
- 運輸大臣（新東京國際機場問題擔當） - 江藤隆美
- 郵政大臣 - 大石千八
- 勞動大臣 - 福島讓二
- 建設大臣 - 原田昇左右
- 自治大臣、國家公安委員會委員長 - 渡部恒三
- 內閣官房長官 - 山下德夫 ／ 森山真弓（參議院議員、1989年8月25日- ）
- 總務廳長官 - 水野清
- 北海道開發廳長官、沖繩開發廳長官 - 阿部文男
- 防衛廳長官 - 松本十郎
- 經濟企劃廳長官 - 高原須美子（非議員）
- 科學技術廳長官 - 齋藤榮三郎
- 環境廳長官 - 森山真弓（參議院議員） ／ 志賀節（1989年8月25日- ）
- 國土廳長官 - 石井一
  - 內閣法制局長官 - 工藤敦夫
  - 內閣官房副長官 - 志賀節 ／ 藤本孝雄（1989年8月25日- ）
  - 內閣官房副長官 - 石原信雄

## 外部連結
- 閣僚名單 （页面存档备份，存于）